# Desa Sumber (administrativ by i Indonesien, Jawa Timur, lat -7,09, long 114,34)
Desa Sumber är en administrativ by i Indonesien.   Den ligger i provinsen Jawa Timur, i den västra delen av landet, 800 km öster om huvudstaden Jakarta. Desa Sumber ligger på ön Pulau Sapudi.